# Cranfield University
Die Universität Cranfield (englisch Cranfield University) ist eine britische Universität mit Campus in Cranfield und Shrivenham in Oxfordshire. Die Universität bietet Aufbaustudiengänge (postgraduales Studium) im Bereich von Technologie und Management an.
Die Universität hat als einzige Universität des Vereinigten Königreichs einen eigenen Flugplatz. Dieser findet im Rahmen der Studienrichtung Luft- und Raumfahrt Verwendung und verfügt über eine 1800 Meter lange Landebahn.

## Geschichte
Die Universität wurde 1946 als College of Aeronautics auf dem Stützpunkt der Royal Air Force in Cranfield, 75 km nordwestlich von London, gegründet. 1967 wurde die Managementschule gegründet, 1969 das Cranfield Institute of Technology. 1975 wurde das seit 1963 bestehende National College of Agricultural Engineering in Silsoe eingegliedert. Auch das Royal Military College of Science (RMCS) wurde eingegliedert. Seit 1993 trägt die Universität die offizielle Bezeichnung Cranfield University.
Das College am Standort in Silsoe in Bedfordshire wurde 2009 geschlossen und die entsprechenden Aktivitäten wurden nach Cranfield verlegt.
Dame Barbara Young, Baroness Young of Old Scone war von 2010 bis 2020 Kanzlerin der Universität.

## Organisation
Die Universität bietet ausschließlich Aufbaustudiengänge, postgraduale Weiterbildungen sowie Forschung und Lehre an. 2019/2020 waren ca. 4.800 Studierende eingeschrieben. Die Hochschule ist akkreditiert nach EQUIS, AACSB und AMBA. Cranfield hat ein weltweites Alumni-Netzwerk von über 10.000 Mitgliedern.
Die Cranfield University hat folgende Fakultäten („Schools“):
- Cranfield School of Applied Sciences
- Cranfield School of Engineering
- Cranfield School of Management
- Cranfield University at Shrivenham

Die Cranfield School of Management ist die Business School der Cranfield University und genießt weltweit eine hohe Reputation.

## Zahlen zu den Studierenden
Im Studienjahr 2022/2023 nannten sich von den 5430 Studenten der Cranfield University 1610 weiblich (29,7 %) und 3785 männlich (69,7 %). 2019/2020 waren es 4825 Studierende gewesen.

## Ranking
Cranfield School of Management
- The Economist 2011, European Business Schools: 1. Platz UK
- Financial Times 2009, European Business Schools: 13. Platz (2. Platz innerhalb UK)
- Wall Street Journal 2009, MBA-Ranking weltweit: 3. Platz
- Financial Times 2009, MBA-Ranking weltweit: 35. Platz (6. Platz innerhalb UK)

Das MBA-Programm der Cranfield University School of Management ist eines der ältesten in Europa und wurde im September 2009 vom Wall Street Journal zum weltweit 3. besten MBA Programm geranked.